# 库尔库里
库尔库里（法語：Courcoury，法語發音：[kuʁkuʁi]）是法国滨海夏朗德省的一个市镇，位于该省中东部，属于桑特区。

## 地理
库尔库里（45°42'43"N, 0°34'48"W）面积12.66 平方千米，位于法国新阿基坦大区滨海夏朗德省，该省份为法国西部滨海省份，北起旺代省，西临大西洋，南至吉倫特省，东南接多爾多涅省，东北接德塞夫勒省接壤，东临夏朗德省。
与库尔库里接壤的市镇（或旧市镇、城区）包括：贝尔讷伊、沙尼耶、莱贡、蒙蒂勒、圣瑟韦德桑通格。

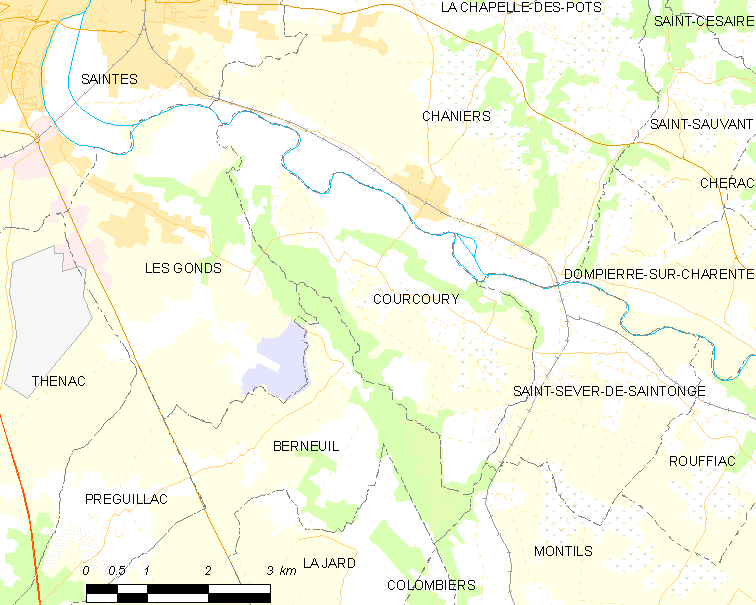
库尔库里的OSM定位图

库尔库里的时区为UTC+01:00、UTC+02:00（夏令时）。

## 行政
库尔库里的邮政编码为17100，INSEE市镇编码为17128。

## 政治
库尔库里所属的省级选区为泰纳克县。

## 人口

1962-2008年间库尔库里人口变化图示

库尔库里于2022年1月1日时的人口数量为717人。